# Mikkel Sørensen (atlet)
 For alternative betydninger, se Mikkel Sørensen. (Se også artikler, som begynder med Mikkel Sørensen)
Mikkel Sørensen (født 1957) er en dansk atlet fra Holte IF. Han er tidligere dansk mester i længdespring, højdespring og tikamp. 13 landskampe i 10 kamp, længdespring og 110 m hækkeløb.
I dag er Mikkel Sørensen studielektor på Institut for Idræt ved Københavns Universitet.
I 2022 fik han prisen "Årets underviser" på Science fakultetet.
Mikkel Sørensen var gift med Wicki Hartwig (1951-2016), cand.scient i Idræt. Parret blev 2005 engageret som mental og motorisk træner for Caroline Wozniacki af Piotr Wozniacki rådgiver og far til tennisstjernen.
Parret spillede begge i rock'n'soul-gruppen Slique og kopibandet CopyCatz.

## Danske mesterskaber
Denne liste er ufuldstændig; hjælp gerne med at udfylde den.
- Guld 1987 Længdespring 7,44
- Bronze 1985 Længdespring 7,08
- Guld 1984 Syvkamp inde 5183
- Sølv 1983 Tikamp 7225p
- Guld 1982 Længdespring 7,23
- Guld 1982 Tikamp 7107p
- Guld 1980 Syvkamp inde 5138p
- Guld 1979 Syvkamp inde 5200p
- Bronze 1977 Længdespring 6,96
- Sølv 1975 Højdespring 1,98
- Guld 1975 Højdespring inde 2,00

## Personlig rekord
Denne liste er ufuldstændig; hjælp gerne med at udfylde den.
- 110 meter hæk: 14,81 1984
- Længdespring: 7,35 1984
- Højdespring: 2,10 1984
- Trespring: 14,36 1977
- Femkamp: 3506p. (6.75/53.66/23.1/36.87/4.26.2) 1979
- Tikamp: 7394 p. (11.2/7.35/12.69/2.10/50.7/15.2/35.67/4.10/50.85/4.23.0) 1984